# Vinko Međimorec
Vinko Međimorec (Koprivnica, 1º giugno 1996) è un calciatore croato, difensore dello Slaven Belupo.

## Carriera
Il 3 luglio 2015 viene acquistato dalla squadra croata dello Slaven Belupo.